# Tipula mono
Tipula mono är en tvåvingeart som beskrevs av Alexander 1945. Tipula mono ingår i släktet Tipula och familjen storharkrankar. Inga underarter finns listade i Catalogue of Life.